# Гозд (община Айдовшчина)
Вижте пояснителната страница за други значения на Гозд.
Гозд (на словенски: Gozd) е село в Словения, регион Горишка, община Айдовшчина. Според Националната статистическа служба на Република Словения през 2015 г. селото има 124 жители.